# خژانشچووکا
خژانشچووکا (به لهستانی:  Chrząszczówka) یک روستا در لهستان است که در گمینا کووبیل واقع شده‌است. خژانشچووکا ۱۲۰ نفر جمعیت دارد.